# Джермейн Дефо
Джерме́йн Дефо́ (англ. Jermain Defoe; нар. 7 жовтня 1982 року, Лондон, Англія) — англійський футболіст. Нападник клубу «Рейнджерс» та національної збірної Англії.

## Клубна кар'єра

### Початок кар'єри
З 1997 по 1999 роки грав у молодіжній команді «Чарльтон Атлетик». 1999 року перейшов до «Вест Гем Юнайтед».

### «Тоттенгем Готспур»
У січні 2004 року Дефо перейшов у «Тоттенгем Готспур» за суму в 6 мільйонів фунтів стерлінгів, яка могла збільшитись на 1 мільйон за умови «вдалого виступу» футболіста . У лютому Джермейн вдало дебютував за нову команду, забивши гол у домашньому матчі з «Портсмутом» . Пізніше він забив 13 голів у 36 матчах у Прем'єр-лізі, включаючи хет-трик у ворота «Саутгемптона» у грудні 2004 року та 9 голів у 8 іграх у кубку Англії у сезоні 2004—2005 . У квітні 2005 року, незважаючи на чутки про перехід до інших клубів, футболіст підписав новий контракт з клубом строком а чотири з половинною років .
У сезоні 2006—2007 Дефо зіграв у 49 іграх, включаючи Кубок УЄФА та домашній кубок. У жовтні 2006 Джермейн вкусив гравця «Вест Хем Юнайтед» Хав'єра Маскерано, після чого між ними зав'язалась бійка . Футбольна асоціація не покарала футболіста, який тільки отримав жовту картку від арбітра . У грудні 2006 року Дефо забив свій 50-й гол за «Тоттенгем» у матчі проти «Астон Вілли», який лондонський клуб виграв з рахунком 2-1, обидва м'ячі забив Джерймен .

### «Портсмут»
31 січня 2008 року Дефо перейшов до «Портсмута» за 6 мільйонів фунтів стерлінгів . У дебютному матчі за нову команду, проти «Челсі» він забив перший гол . За сезон 2007—2008 нападник забив 8 голів у 12 матчах.
30 серпня 2008 року Джермейн забив перший гол у сезоні 2008—2009 у ворота «Евертона» . 18 вересня Дефо забив у першому раунді Кубка УЄФА проти «Віторії» .

### Повернення до «Тоттенгема»
6 січня 2009 року за 15,75 мільйонів Дефо повернувся у «Тоттенгем Готспур» . Футболіст підписав п'ятирічний контракт із зарплатнею 60 тисяч фунтів стерлінгів на тиждень. 9 січня Джермейн був представлений як новий гравець команди .
11 січня нападник зіграв першу гру після повернення за «Тоттенгем» проти «Віган Атлетик» . Через тиждень, 18 січня, Дефо відзначився у воротах своєї колишньої команди, «Портсмута» .
У сезоні 2009—2010 Дефо отримав ігровий номер «18». 19 серпня 2009 року, у другій грі сезону, він забив свій третій хет-трик у кар'єрі у виїзному матчі з «Халл Сіті» . За успіхи в грі за клуб та збірну Джермейна було названо гравцем місяця за серпень . 12 вересня Дефо забив гол на 38-й секунді матчу в грі з «Манчестер Юнайтед» . 22 листопада на «Вайт Харт Лейн» футболіст забив 5 голів у ворота «Вігана», матч закінчився з рахунком 9-1, хет-трик у матчі він забив за сім хвилин, що є рекордом Прем'єр-ліги  . Джермейн став третім гравцем у Прем'єр-лізі, якому вдалось забити п'ять м'ячів за один матч після Алана Ширера та Ендрю Коула, пізніше цей успіх повторив Дімітар Бербатов у грі з «Блекберн Роверз» . 3 лютого нападник забив третій хет-трик у сезоні в четвертому раунді кубка Англії проти «Лідс Юнайтед» .
26 грудня 2010 року Дефо отримав пряму червону картку в перше з 17 жовтня 2009 року в матчі з «Астон Віллою», команда, не заважаючи на те, що залишилась у меншості, матч виграла . 6 березня Джермейн забив перші голи в сезоні 2010—2011: у воротах «Вулвергемптон Вондерерз» він відзначився двічі .
18 вересня 2011 року Дефо відзначився у воротах «Ліверпуля», лондонці перемогли з рахунком 4-0 .

## Досягнення

### Клубні
- Володар Кубка футбольної ліги:

«Тоттенгем Готспур»: 2007-08
- Чемпіон Шотландії (1):

«Рейнджерс»: 2020-21

### Індивідуальні
- Гравець місяця: серпень 2009

## Статистика
| Клуб                  | Сезон | Чемпіонат | Чемпіонат | Домашні кубки | Домашні кубки | Європейські кубки | Європейські кубки | Всього | Всього |
| Клуб                  | Сезон | Ігри      | Голи      | Ігри          | Голи          | Ігри              | Голи              | Ігри   | Голи   |
| --------------------- | ----- | --------- | --------- | ------------- | ------------- | ----------------- | ----------------- | ------ | ------ |
| Борнмут               | 00-01 | 29        | 18        | 2             | 1             | 0                 | 0                 | 31     | 19     |
| Всього за клуб        |       | 29        | 18        | 2             | 1             | 0                 | 0                 | 31     | 19     |
| Вест Хем Юнайтед      | 00-01 | 1         | 0         | 1             | 1             | 0                 | 0                 | 2      | 1      |
| Вест Хем Юнайтед      | 01-02 | 35        | 10        | 4             | 4             | 0                 | 0                 | 39     | 14     |
| Вест Хем Юнайтед      | 02-03 | 38        | 8         | 4             | 3             | 0                 | 0                 | 42     | 11     |
| Вест Хем Юнайтед      | 03-04 | 19        | 11        | 3             | 4             | 0                 | 0                 | 22     | 15     |
| Всього за клуб        |       | 93        | 29        | 12            | 12            | 0                 | 0                 | 105    | 41     |
| Тоттенхем Хотспур     | 03-04 | 15        | 7         | 0             | 0             | 0                 | 0                 | 15     | 7      |
| Тоттенхем Хотспур     | 04-05 | 35        | 13        | 9             | 9             | 0                 | 0                 | 44     | 22     |
| Тоттенхем Хотспур     | 05-06 | 36        | 9         | 2             | 0             | 0                 | 0                 | 38     | 9      |
| Тоттенхем Хотспур     | 06-07 | 34        | 10        | 10            | 5             | 5                 | 3                 | 49     | 18     |
| Тоттенхем Хотспур     | 07-08 | 19        | 4         | 7             | 1             | 5                 | 3                 | 31     | 8      |
| Всього за клуб        |       | 139       | 43        | 28            | 15            | 10                | 6                 | 177    | 64     |
| Портсмут              | 07-08 | 12        | 8         | 0             | 0             | 0                 | 0                 | 12     | 8      |
| Портсмут              | 08-09 | 19        | 7         | 1             | 0             | 4                 | 2                 | 24     | 9      |
| Всього за клуб        |       | 31        | 15        | 1             | 0             | 4                 | 2                 | 36     | 17     |
| Тоттенхем Хотспур     | 08-09 | 8         | 3         | 2             | 1             | 0                 | 0                 | 10     | 4      |
| Тоттенхем Хотспур     | 09-10 | 34        | 18        | 9             | 6             | 0                 | 0                 | 43     | 24     |
| Тоттенхем Хотспур     | 10-11 | 22        | 4         | 2             | 2             | 6                 | 3                 | 30     | 9      |
| Тоттенхем Хотспур     | 11-12 | 12        | 6         | 1             | 0             | 6                 | 3                 | 19     | 9      |
| Всього за клуб        |       | 76        | 31        | 14            | 9             | 12                | 6                 | 102    | 46     |
| Всього за «Тоттенхем» |       | 215       | 74        | 42            | 24            | 22                | 12                | 279    | 110    |
| Всього за кар'єру     |       | 368       | 136       | 57            | 37            | 26                | 14                | 451    | 187    |